# 车坪乡
车坪乡，是中华人民共和国湖南省湘西土家族苗族自治州永顺县下辖的一个乡镇级行政单位。

## 行政区划
车坪乡下辖以下地区：
车坪村、中坪村、咱河村、白腊村、红星村、茶元村和新湖村。